# Dương Thiến Nghiêu
Dương Di (tiếng Anh: Tavia Yeung, sinh ngày 30 tháng 8 năm 1979), sau đổi thành Dương Thiến Nghiêu, là một nữ diễn viên kiêm ca sĩ người Hồng Kông. Cô từng là diễn viên độc quyền của hãng TVB.
Dương Di được khán giả biết đến qua các vai chính trong các bộ phim truyền hình ăn khách của Hồng Kông như: Gia vị cuộc sống (2005), Sóng Gió Gia Tộc (2007), Sức mạnh tình thân (2008), Cung tâm kế (2009), Danh Gia Vọng Tộc (2012), series Sứ mệnh 36 giờ,... Cô được xếp vào hàng ngũ “Ngũ đại Hoa đán” cùng với Từ Tử San, Chung Gia Hân, Hồ Hạnh Nhi và Trần Pháp Lai của đài TVB. Năm 2020, cô đổi tên thành Dương Thiến Nghiêu.

## Sự nghiệp

### 1999–2007: Khởi đầu sự nghiệp và ngày càng nổi tiếng
Dương Di tốt nghiệp Lớp đào tạo diễn viên TVB lần thứ 13 vào năm 1999, Dương Di đã tham gia diễn xuất trong một số MV ca nhạc và lần đầu tiên đóng một vai nhỏ không tên trong Trạng Sư Tống Thế Kiệt 2. Cô đã đóng một số vai nhỏ trong loạt phim như Chuyện Đường Phố (2000) và Ước Mơ Và Hiện Thực  (2000). Vai có đất diễn đầu tiên của Dương Di là Tôn Khánh Hân trong phim Câu chuyện ngày xưa (2001), trong đó cô đóng vai em gái của Trương Khả Di. Cô đóng một vai thứ trong phim Mạnh Lệ Quân (2002), một bộ phim truyền hình dựa trên tiểu thuyết thời nhà Thanh là Tái Sinh Duyên.
Năm 2003, Dương Di có vai diễn đột phá là vai bà mẹ đơn thân nổi loạn Kelly trong phim Trí dũng song hùng. Cô nhận được giành được giải Nữ diễn viên tiến bộ nhất tại Giải thưởng thường niên TVB năm đó. Năm 2004, Dương Di được chọn vào vai nữ chính trong bộ phim cổ trang Giấc Mộng Hiệp Sĩ, đóng cùng Ôn Triệu Luân. Dương Di trở nên nổi tiếng hơn khi bộ phim Song long Đại Đường mà cô đóng cùng với Lâm Phong và Ngô Trác Hy được phát sóng. Dương Di ngày càng thăng tiến trong những năm sau đó, cô đóng vai chính trong Học cảnh truy kích (Cảnh sát 1) và Gia vị cuộc sống năm 2005, Miền đất hứa năm 2006. Năm 2006, Dương Di cũng rũ bỏ hình tượng "cô gái nhà bên" trong phim Cạm bẫy, cô đảm nhận vai một cô hầu bàn ham vật chất. Năm 2007, Dương Di góp mặt trong dàn diễn viên chính trong bộ phim truyền hình bom tấn Sóng gió gia tộc, củng cố địa vị của cô như một ngôi sao đang lên.

### 2008–2012: Thành công quan trọng
Năm 2008, Dương Di đóng vai chính trong phần tiếp theo của Sóng gió gia tộc là Sức mạnh tình thân. Vai diễn Tôn Hạo Nguyệt của cô đã nhận được nhiều sự tán thưởng của giới phê bình và dành giải Nữ diễn viên phụ xuất sắc nhất tại Giải thưởng thường niên TVB.
Năm 2009, tại buổi ra mắt doanh thu của TVB đã xác nhận rằng Dương Di sẽ đóng vai chính trong bộ phim cổ trang Cung Tâm Kế, đóng cùng với Trần Hào, Xa Thi Mạn và Trịnh Gia Dĩnh. Đây là vai phản diện đầu tiên của cô trong vai Diêu Kim Linh đầy mưu mô. Bộ phim thành công rực rỡ, trở thành phim bộ phim TVB được xem nhiều nhất năm 2009. Với vai diễn này, Dương Di được đề cử Nữ diễn viên chính xuất sắc nhất tại Giải thưởng thường niên TVB nhưng lại thất bại trước diễn viên kỳ cựu Đặng Tuỵ Văn, tuy nhiên cô nhận được hai giải khác là giải Nữ nhân vật được yêu thích nhất và Giải thưởng biểu diễn.
Năm 2010, Dương Di đóng vai chính trong bộ phim Bí mật của tình yêu, đóng vai Từ Tiểu Lệ, một cảnh sát đem lòng yêu giáo sư King (do Lâm Phong đóng). Bộ phim được đón nhận nồng nhiệt, và Dương Di một lần nữa được đề cử Nữ diễn viên chính xuất sắc nhất tại Giải thưởng thường niên TVB.
Năm 2011, Dương Di đóng vai chính trong bốn tác phẩm của TVB: Ván bài gia nghiệp, Chân tướng, Học trường mật cảnh và Bất Tốc Chi Ước.
Tháng 1 năm 2011, Dương Di bắt đầu quay bộ phim cổ trang cung đình Hậu Cung Ác Đấu, đóng cùng An Dĩ Hiên và Phùng Thiệu Phong, đánh dấu bộ phim truyền hình Đại Lục đầu tiên của cô. Tháng 3 năm 2011, Dương Di bắt đầu quay bộ phim cổ trang Hồi đáo Tam Quốc. Sau khi kết thúc bộ phim vào tháng 7, cô đã tham gia bộ phim y khoa Sứ mệnh 36 giờ và đảm nhận vai bác sĩ Phạm Tử Du, bộ phim được công chiếu vào ngày 13 tháng 2 năm 2012 và nhận được thành công vang dội. Với vai bác sĩ Phạm Tử Du, Dương Di đã được trao giải Nữ diễn viên chính xuất sắc nhất trong Giải thưởng Ngôi sao TVB Malaysia. Cô cũng giành giải Nhân vật truyền hình được yêu thích nhất và Cặp đôi trên màn ảnh được yêu thích nhất cùng với bạn diễn Mã Quốc Minh.
Năm 2012, Dương Di đóng vai chính trong bộ phim truyền hình Danh gia vọng tộc, đóng vai diễn viên kinh kịch Khang Tử Quân, sau này trở thành vợ của Sir Chung Trác Vạn (do Lưu Tùng Nhân thủ vai). Cô giành giải Nữ diễn viên chính xuất sắc nhất hay còn gọi là Thị Hậu tại Giải thưởng thường niên TVB, đưa cô trở thành nữ diễn viên duy nhất chiến thắng ở cả bốn hạng mục cá nhân chính tại Lễ trao giải thường niên TVB.

### 2013 – 2020
Sau khi đoạt giải Thị Hậu vào năm 2012, Dương Di tiếp tục đảm nhận vai chính trong nhiều tác phẩm của TVB, bao gồm cả vai diễn bác sĩ Phạm Tử Du trong phim Sứ mệnh 36 giờ 2 (2013), Người kế nghiệp (2014).
Vào tháng 5 năm 2014, Dương Di bắt đầu quay bộ phim Thiên nhãn, một bộ phim kinh dị tội phạm trong đó Dương Di vào vai một điều tra viên tư nhân với trí nhớ siêu phàm. Với vai diễn này, Dương Di nhận được giải Top Nữ Nhân Vật Truyền Hình Được Yêu Thích Nhất tại Giải thưởng Starhub TVB 2015. Sau khi quay xong bộ phim võ thuật Triều Bái Võ Đang (2015) vào tháng 10 năm 2014, Dương Di tiếp tục tham gia dự án tiếp theo là Nghịch Chiến Đường Tây, một bộ phim truyền hình cổ trang lấy bối cảnh Hồng Kông những năm 1930. Vào tháng 5 năm 2015, Dương Di bắt đầu đóng phim cổ trang Ngự Y Cuối Cùng (Mạt Đại Ngự Y), đóng cùng với Quách Tấn An.
Hợp đồng của Dương Di với TVB đã kết thúc vào tháng 4 năm 2016 và cô đã xác nhận rằng cô sẽ không gia hạn hợp đồng với nhà đài.
Dương Di ra mắt sân khấu trong vở kịch sân khấu I Have a Date with Spring (tiếng Trung: 我 和 春天 有 個 約會), công chiếu tại Thượng Hải vào tháng 1 năm 2017. Cùng năm đó, cô đóng vai chính trong vở kịch hài Oh My X 72 Tenant (tiếng Trung: 我 的 X 72 家 房客). Năm 2018, Dương Di tái hợp với Quách Tấn An với tư cách là bạn diễn trên màn ảnh trong bộ phim truyền hình Câu chuyện khởi nghiệp (Tái sáng thế kỷ), đây là sự hợp tác sản xuất giữa TVB, iQiyi và Nhà xuất bản Điện ảnh & Truyền hình Trung Quốc, bộ phim lần đầu tiên được công chiếu trên CCTV-8 và iQiyi vào ngày 30 tháng 8. Mặc dù có tỷ suất người xem thấp nhưng bộ phim vẫn được khen ngợi vì dàn diễn viên thực lực và nội dung phim. Với vai diễn này, Dương Di một lần nữa được đề cử Nữ diễn viên chính xuất sắc nhất tại Giải thưởng thường niên TVB năm 2018.

### Sự nghiệp ca hát
Tiếp sau nhiều thành công về diễn xuất, cô còn đi lên và càng thành công hơn với vai trò là ca sĩ. Cô cho ra mắt hàng loạt các ca khúc hit vô cùng hot, trở thành một "hiện tượng âm nhạc" của làng giải trí Hoa ngữ nói chung và Hồng Kông nói riêng thời bấy giờ. Trong số các ca khúc của Dương Di, có 2 ca khúc liên tục lọt top vào nhiều bảng xếp hạng âm nhạc và nhận được nhiều đề cử và đoạt giải ở nhiều giải thưởng danh giá về âm nhạc như: Bài hát hay nhất, Ca sĩ tiềm năng, Ca sĩ triển vọng, Ca sĩ mới,..... Đó chính là 2 ca khúc đã giúp Dương Di một bước trở thành ngôi sao hạng A: Kề bên huynh (ft Lâm Văn Long) và Yêu làm sao nói (ft Mã Tuấn Vỹ). Cả hai ca khúc đều nhận được rất nhiều lời khen từ giới phê bình và được khán giả cũng như giới truyền thông đánh giá cao về chất giọng và kĩ thuật thanh nhạc của cô. Ngoài ra, cả hai ca khúc này còn được làm nhạc phim cho 2 bộ phim truyền hình ăn khách nhất của TVB thời bấy giờ Bố y thần tướng và Muối mặn thâm thù. Thành công từ cả hai ca khúc đã đem lại nhiều thành công cho cả hai bộ phim. Khi ra mắt khán giả, 2 bộ phim đều đạt được chỉ số rating trung bình là 50/50. Không những thế, thành công của hai ca khúc hit ấy đã đem lại cho Dương Di giải thưởng "Ca khúc nhạc phim được yêu thích nhất" tại Lễ trao giải TVB năm 2010. Ngoài ra, cô còn từng thể hiện thành công một số ca khúc nhạc phim của TVB và gây nhiều tiếng vang lớn. Chính vì vậy mà cô đã và đang là nữ diễn viên chiếm nhiều tình cảm yêu thương và luôn lọt vào mắt xanh từ phía đông đảo công chúng và giới truyền thông trên khắp mọi nơi, trong đó có Việt Nam.

## Đời tư

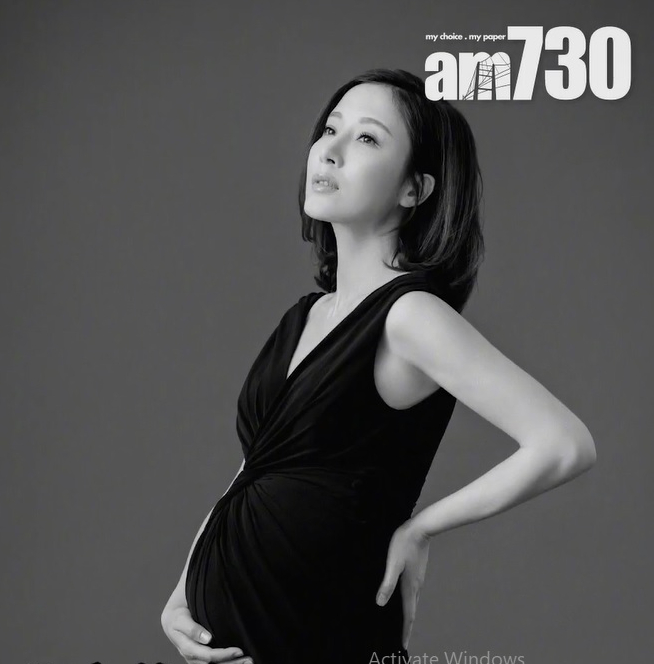
Dương Di mang bầu vào tháng 2 năm 2020.

Dương Di có chị gái là nữ diễn viên Dương Trác Na, từng tham gia thi Hoa hậu năm 2001 và tham gia làng giải trí sau đó.
Năm 2011, Dương Di bắt đầu hẹn hò với nam diễn viên La Trọng Khiêm (sau đổi tên thành La Tử Dật) sau khi đóng phim Sứ mệnh 36 giờ. Tháng 3/2016, cặp đôi bí mật kết hôn ở Anh, đến tháng 10/2016, họ tổ chức tiệc cưới ở Hồng Kông tại The Ritz Carlton.
Vào ngày 12 tháng 2 năm 2020, Dương Di thông báo rằng cô đã mang thai. Sau đó, cô sinh con gái vào ngày 16 tháng 4.
Vào ngày 26 tháng 10 năm 2020, Dương Di thông báo rằng cô đã đổi tên tiếng Trung của mình từ Dương Di thành Dương Thiến Nghiêu (tiếng Trung: 楊 茜 堯). Chồng cô cũng đổi tên tiếng Trung của mình. Đến tháng 12 năm 2021, cô hạ sinh đứa con thứ hai, lần này là bé trai.

## Sự nghiệp diễn xuất

### Phim truyền hình
| Năm  | Tựa Phim                        | Vai Diễn                    | Chú Thích        |
| ---- | ------------------------------- | --------------------------- | ---------------- |
| 1995 | Nghĩa nặng tình thâm            | Đồng nghiệp của Joan        |                  |
| 1997 | Trạng sư Tống Thế Kiệt          | Ni cô                       |                  |
| 1999 | Hồ sơ trinh sát IV              | Phóng viên & người bán hàng |                  |
| 1999 | Vệ sĩ                           |                             |                  |
| 1999 | Trò chơi may rủi                | Gái lầu xanh                |                  |
| 1999 | Thử thách nghiệt ngã            | Thư kí của công ty Nhật     |                  |
| 2000 | Bước thăng trầm                 | Người bán hàng              |                  |
| 2000 | Ước mơ và hiện thực             |                             |                  |
| 2000 | Dương Quý Phi                   | Cung nữ                     |                  |
| 2000 | Thử thách nghiệt ngã II         |                             |                  |
| 2000 | Thất vọng                       | Tiếp tân                    |                  |
| 2000 | Tình yêu muôn màu               |                             |                  |
| 2000 | Đường về hạnh phúc              | Thiếu nữ                    |                  |
| 2000 | Tứ đại tài tử                   |                             |                  |
| 2000 | Chuyện đường phố                | Tiền Tổ Nhi                 |                  |
| 2000 | Màu xanh hi vọng                |                             |                  |
| 2000 | Lực lượng phản ứng II           | Phóng viên                  |                  |
| 2000 | FM701                           | Tư Đồ Nhã Tụng              |                  |
| 2000 | Khí phách anh hùng              |                             |                  |
| 2001 | Ỷ Thiên Đồ Long Ký              | Ni cô                       |                  |
| 2001 | Hương sắc tình yêu              | MC truyền hình              |                  |
| 2001 | Đắc Kỷ Trụ Vương                | Trần Quý Phi                |                  |
| 2001 | Bảy chị em                      | Người qua đường và y tá     |                  |
| 2001 | Câu chuyện ngày xưa             | Tôn Khánh Hân               |                  |
| 2002 | Mạnh Lệ Quân                    | Tô Ánh Tuyết                |                  |
| 2002 | Bước ngoặc cuộc đời             | Chung Thuý Nghi             |                  |
| 2003 | Khôi phục giang sơn             | Mộ Dung Tuyết               |                  |
| 2003 | Trí dũng song hùng              | Ôn Gia Ly                   |                  |
| 2003 | Hồ sơ tuyệt mật                 | Huỳnh Hồng Hồng             |                  |
| 2003 | Thanh đao công lý               |                             |                  |
| 2004 | Giấc mộng hiệp sĩ               | Chung Hoàn                  |                  |
| 2004 | Song long đại đường             | Lý Tú Ninh                  |                  |
| 2004 | Sự thật của bóng tối            | Khang Chí Thiện             |                  |
| 2005 | Bóng vua                        | Cung nữ Như Ý               |                  |
| 2005 | Cảnh sát 1 (Học cảnh truy kích) | Hà Hoa                      |                  |
| 2005 | Gia vị cuộc sống                | Châu Chỉ Nhân (Lemon)       |                  |
| 2006 | Kì án nhà Thanh                 | Tăng Cách Minh Châu         |                  |
| 2006 | Bố Y thần tướng                 | Diệp Mộng Sắc               | Lâm Phong        |
| 2006 | Miền đất hứa                    | Kiều Trân                   | Mã Tuấn Vỹ       |
| 2006 | Cạm bẫy                         | Đàm Châu Mỹ                 |                  |
| 2006 | Thiện ác đối đầu                | Thiệu An Kỳ (Angel)         |                  |
| 2007 | Sóng gió gia tộc                | Trác Văn Lệ                 | Huỳnh Tông Trạch |
| 2007 | Cảnh sát mới ra trường          | Hà Hoa                      |                  |
| 2007 | Nỗi lòng người cha              | La Tứ Hỷ                    |                  |
| 2007 | Giữa ngã ba đường               | Trương Văn Chính            | Phương Trung Tín |
| 2008 | Sức mạnh tình thân              | Tôn Hạo Nguyệt              | Trần Hào         |
| 2008 | Cảnh sát 3                      |                             |                  |
| 2009 | Muối mặn thâm thù               | Đậu Thắng Tuyết             | Mã Tuấn Vỹ       |
| 2009 | Cung tâm kế                     | Diêu Kim Linh               | Trần Hào         |
| 2010 | Bí mật của tình yêu             | Từ Tiểu Lệ                  | Lâm Phong        |
| 2010 | Thiết mã tầm kiều               | Âu Dương Huệ Lan            | Trịnh Gia Dĩnh   |
| 2011 | Ván bài gia nghiệp              | Trại Tư Lung                | Tạ Thiên Hoa     |
| 2011 | Chân tướng                      | Khang Chỉ Hân               | Trần Triển Bằng  |
| 2011 | Học trường mật cảnh             | Hà Diệu Tuyết               | Trần Hào         |
| 2011 | Quyền lực vương phi             | Vạn Trinh Nhi               | Tưởng Nghị       |
| 2012 | Sứ mệnh 36 giờ                  | Phạm Tử Du (Tiểu Ngư)       | Mã Quốc Minh     |
| 2012 | Danh gia vọng tộc               | Khang Tử Quân               | Lưu Tùng Nhân    |
| 2013 | Hồi đáo Tam Quốc                | Tang Nhu                    | Mã Quốc Minh     |
| 2013 | Sứ mệnh 36 giờ II               | Phạm Tử Dư (Tiểu Ngư)       | Mã Quốc Minh     |
| 2013 | Giải mã nhân tâm ll             | Lâm Tụng Ân                 |                  |
| 2014 | Người kế nghiệp                 | Đường Băng Băng             | Mã Tuấn Vỹ       |
| 2015 | Hoạn hải kỳ quan                | Huệ Lâm                     | Mã Quốc Minh     |
| 2015 | Thiên nhãn                      | Ngô Trân Ni                 | Trịnh Gia Dĩnh   |
| 2015 | Triều bái võ đang               | Lạc Dương                   |                  |
| 2015 | Nghịch chiến đường Tây          | Lương Tâm                   |                  |
| 2016 | Ngự y cuối cùng                 | Phục Linh                   |                  |
| 2018 | Câu chuyện khởi nghiệp          | Chương Minh Hi (Hayley)     | Quách Tấn An     |
| 2022 | Danh tiếng gia tộc              | Chân Tâm                    | Huỳnh Hạo Nhiên  |
| 2024 | Hắc sắc nguyệt quang            | Dư Mãn Nguyệt (Moon)        | Vương Hạo Tín    |

### Phim điện ảnh
| Năm  | Tựa                  | Tên tiếng Anh  | Vai diễn   | Ghi chú |
| ---- | -------------------- | -------------- | ---------- | ------- |
| 2001 | Mặt Trăng Trường Đua | Blue Moon      | Bạn cô dâu |         |
| 2003 | Người Khuyết Tật     | Happy Go Lucky | Eva        |         |

### Kịch
| Năm  | Tựa                                               | Vai diễn       | Bạn diễn     |
| ---- | ------------------------------------------------- | -------------- | ------------ |
| 2017 | Tôi có hẹn với mùa xuân                           | Diêu Tiểu Điệp | Vạn Ỷ Văn    |
| 2017 | Khách thuê nhà 72X: Tìm kiếm tháng ngày hạnh phúc | Lý Thiện Hạnh  | Lữ Tụng Hiền |

## Âm nhạc
- "愛怎麼說" (OST Muối Mặn Thâm Thù) (2009) (ft. Mã Tuấn Vỹ)
- "靠近" (Draw Near) (OST Bố Y Thần Tướng) (2006) (ft. Lâm Văn Long)
- With Friends (OST Gia Vị Cuộc Sống) (2005) (ft. Trịnh Gia Dĩnh, Lâm Phong & Xa Thi Mạn)
- Love Test (OST Chuyện Tình Tầng 28) (2004) (ft. Ngô Trác Hy)
- You Are The Most Red (2004) (OST TVB New Year's Song) (ft. Các diễn viên TVB)